# Владимир Вулетић (правник)
Владимир Вулетић (Шабац, 28. новембар 1978) српски је правник, политичар и универзитетски професор. Вулетић је ванредни професор Правног факултета Универзитета у Београду и бивши потпредседник Фудбалског клуба Партизан. Оснивач је и председник удружења грађана Покрет „Црно на бело“ – За праведну Србију.

## Биографија

### Образовање
Родио се 28. новембра 1978. године у Шапцу. Тамо је завршио Основну школу „Јанко Веселиновић” и потом Шабачку гимназију.
Студије на Правном факултету Универзитета у Београду је уписао 1997. године. Дипломирао је у јуну 2001. године као студент генерације. Био је стипендиста Владе Републике Србије и Амбасаде Краљевине Норвешке у Београду.
Последипломске студије је похађао на Правном факултету Универзитета у Београду. Магистарску тезу "Одговорност продавца за физичке недостатке ствари у класичном римском праву" је одбранио у новембру 2006. године, а докторску тезу "Заштита права купца - допринос римског класичног права развоју европског приватног права" у јуну 2010. године.

### Наставничка каријера
За асистента - приправника на Правном факултету Универзитета у Београду за ужу научну област Римско право, изабран је у марту 2003. године. Асистент је постао јуна 2007. године.
У звање доцента изабран је марта 2011. године. Био је секретар Катедре за правну историју од 2003. до 2008. године.
Тренутно је ванредни професор Правног факултета Универзитета у Београду.
У марту 2021. године група неименованих студената Правног факултета Универзитета у Београду је поднела допис Етичкој комисији овог факултета, као и другим управним органима Универзитета у Београду, у којем је тврдила да је одређени чланак чији су коаутори професор Вулетић и професор Марко Станковић у ствари само незнатно измењена верзија старијег чланка чији је једини аутор Марко Станковић, те да је тиме Вулетић учинио такозвано "лажно ауторство" и повредио Кодекс професионалне етике Универзитета у Београду, те је у истом допису предложила да Вулетићу буде изречена дисциплинска мера јавне осуде. Етичка комисија Правног факултета Универзитета у Београду је одбацила овај допис без суштинског испитивања, са образложењем да је поднесак неуредан јер није потписан.

### Функције у ФК Партизан
На годишњој скупштини Фудбалског клуба Партизан, децембра 2014. године, изабран је за председника Надзорног одбора клуба, а након тога за потпредседника Управног одбора ФК Партизана. Вулетић је 9. фебруара 2021. године поднео оставку на месту потпредседника ФК Партизан, само пет дана након хапшења вође навијача Вељка Беливука, вође криминалне групе, који је са групом оптужен за тешка кривична дела, као што су: изнуда, застрашивање, отмица, мучење и сакаћење, убиство и продаја наркотика.

### Политички ангажман
Дана 9. маја 2021. године, Вулетић је основао удружење грађана Покрет „Црно на бело“ - За праведну Србију и најавио политички ангажман.

### Појављивање у „Сенкама над Балканом”
У две епизоде прве сезоне серије "Сенке над Балканом" Драгана Бјелогрлића, која је емитована крајем 2017. године на првом програму Радио телевизије Србије, Вулетић се појавио у улози припадника друштва Тула.

## Контроверзе

### Оптужбе за педофилију
Српски телеграф је 2018. године објавио Инстаграм преписку Вулетића и анонимног извора, у којој Вулетић каже да ужива у кокаину који набавља преко навијача, групном сексу са мушкарцима и малолетним дечацима, као и својим студентима у замену за више оцене. Српски ЛГБТ+ магазин Оптимист је у анализи ове преписке навео: „Поруке су сликовите и свако ко је провео више од два сата у преписци са просечним србијанским геј мушкарцем, вероватно ће имати утисак да је садржај или можда боље рећи језик односно стил, аутентичан.”
На 157. вечитом дербију, дана 14. априла 2018. године на Стадиону Рајко Митић, група навијача ФК Црвена звезда је од балона направила облик фалуса и покушала да га убаци у свечану ложу у којој се налазио Вулетић, уз скандирање „Чувајте се студенти”. Истовремено, развијен је транспарент на трибини: „Професоре, знају ли ти ђаци, да те са бруцошима ложе групњаци.”
У мају 2021. године, Виши суд у Београду је пресудио у Вулетићеву корист у поступку против Српског телеграфа, због два спорна чланка укључујући и онај у којем је објављена наводна преписка.

### Хапшење Вељка Беливука
Само пет дана након хапшења криминалне групе Вељка Беливука, који је уједно био и вођа навијача, Вулетић је 9. фебруара 2021. године поднео оставку на месту потпредседника ФК Партизан. Убрзо се појавио и прислушкивани снимак телефонског разговора Вулетића и Беливука. Поводом оптужби да је био део Беливукове криминалне групе, Вулетић је саслушан 10. марта у Служби за борбу против организованог криминала. Том приликом није подвргнут полиграфском испитивању, јер је приложио медицинску документацију из које се види да је оперисао тумор хипофизе 2001. године и да има хроничне болести, услед чега се резултати полиграфског испитивања могу довести у питање.